# Лисиціан Степан Данилович
Степан Данилович Лисиціан (вірм. Ստեփան Լիսիցյան; 22 вересня (4 жовтня) 1865, Тифліс, — 4 січня 1947, Єреван) — відомий російський і радянський педагог, учений, етнограф, філолог, географ, засновник і перший голова Вірменського географічного товариства. Заслужений діяч науки Вірменської РСР (1945), доктор географічних наук, професор (1941).

## Біографія

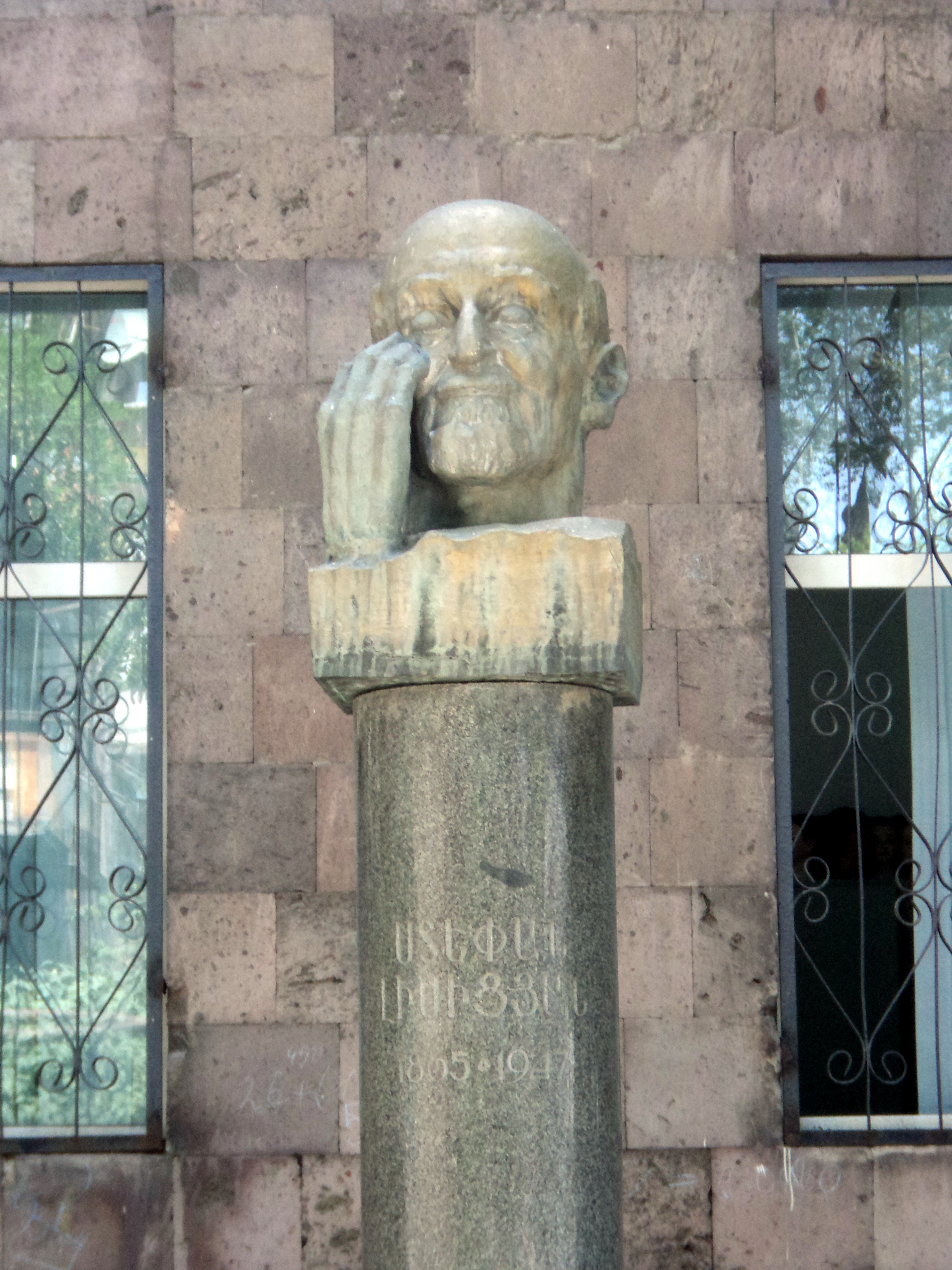

Степан Лисиціан народився 4 жовтня 1865 року в Тифлісі в родині генерала медичної служби Данила Христофоровича Лисиціана. У 1889 році закінчив історико-філологічний факультет Варшавського університету, після чого займався викладацькою діяльністю в духовних семінаріях Геворкян і Нерсісян. У 1898 році разом зі своєю дружиною Катаріні Лисиціан (Ахашян) відкрив в Тифлісі вірменську початкову школу, згодом перетворену в гімназію. Спільно з Ованесом Туманяном і Левоном Шантом склав і видав підручник вірменської мови «Лусабер», що став на той момент головним посібником з вірменської мови в Закавказзі і використовувався у вірменських школах різних країн світу аж до 1960-х років.
У 1924 році Степан Лисиціан переїхав до Єревана, де продовжив свою викладацьку діяльність в Єреванському державному університеті. Одночасно він займався дослідження географії і етнографії Вірменії, видав ряд наукових праць у цій області. З 1928 року і аж до своєї смерті в 1947 році Степан Лисиціан завідував етнографічним відділом Державного історичного музею Вірменії, нині носить його ім'я. 

## Родина
Всі троє дітей Степана Лисиціана стали відомими вченими.
- Лисиціан Левон Степанович (1891-1921) — історик, філолог, мистецтвознавець[5]
- Лисиціан Србуї Степанівна (1893-1979) — мистецтвознавець, доктор історичних наук
- Лисиціан Назелі Степанівна (1906-2005) — економіст, доктор економічних наук

## Нагороди
- Заслужений діяч науки Вірменської РСР (7.04.1945)[6].
- Орден Трудового Червоного Прапора (24.11.1945).